# Claire Arnoux
Pour les articles homonymes, voir Arnoux.
Claire Arnoux, née le 18 juillet 1984 à Paris, est une présentatrice et journaliste sportive française. Elle présente Salon VIP et Tribune Sports depuis 2015 sur BeIn Sports.

## Biographie

### Enfance, jeunesse et formation
Grâce à ses parents, Claire Arnoux est passionnée de sport depuis son enfance, et particulièrement de football, de Formule 1, de boxe et de tennis. Elle aime également le journalisme, déclarant ainsi avoir « toujours voulu être journaliste »,. Par conséquent, en 2004, elle décroche un DEUG de journalisme à l'Université de Vincennes-Saint-Denis puis obtient une maîtrise de journalisme et de communication à l'Université Sorbonne-Nouvelle deux années plus tard. Elle rejoint alors le Studio école de France avec pour objectif de devenir animatrice de radio. En parallèle de ses études, elle fait ses premières expériences professionnelles.
Elle commence tout d'abord à la radio chez Sport FM, devenue Sport MX et par la suite Europe 1 Sport, puis elle intègre la rédaction d’Infosport,.

### 2009-2015: Débuts à la télévision
Elle fait ses débuts à la télévision en 2009 chez iTélé en animant le journal des sports du week-end,. En 2011, elle intervient en parallèle sur la chaîne Direct Star dans Star Report, un magazine d’infodivertissement, ainsi que sur Eurosport, où elle prend part au JT Sport,.
En 2012, Claire Arnoux rejoint BFM TV et L'Équipe 21 où elle anime l’émission Sport buzz dans laquelle elle questionne seule un invité, et une matinale d'info le week-end avec Patrice Boisfer.

### 2015-2025: Carrière chez BeIn Sports
En 2015, elle est recrutée par BeIn Sports. Elle y anime depuis Salon VIP, une émission où elle interview un invité, et Tribune Sports, un programme résumant l’actualité sportive,,.
En 2019, elle est menacée de mort sur les réseaux sociaux à la suite d'un soupir lors d'un débat dans son émission lorsqu'un chroniqueur suggère qu'Antoine Griezmann pourrait être le meilleur joueur français du moment. Elle porte plainte et reçoit le soutien de consœurs,.
La journaliste couvre dans les émissions qu'elle anime sur beIN Sports les éditions 2018 et 2022 de la Coupe du monde de football ainsi que l’Euro 2020.

### Depuis 2025: Arrivée de Novo 19
Elle quitte BeIn Sports pour rejoindre Novo 19 pour le nouveau talk show quotidien On a du nouveau dès le 1er septembre 2025.